# Spillgerte
Die Spillgerte (auch Spillgerten geschrieben) ist ein Berg zwischen dem Simmental und dem Diemtigtal im Berner Oberland.
Der Name Spillgerte ist alemannischen Ursprungs und bedeutet Spindelstange.

## Lage
Die Spillgerte dominiert vom Obersimmental aus den Blick gegen Norden; vom Diemtigtal aus fällt vor allem die spitze Form des Hauptgipfels ins Auge. Zusammen mit dem Rothorn und einigen Nebengipfeln bildet die Spillgerte ein Massiv, das im Süden vom Färmeltal (ein Nebental des Simmentals), im Westen vom Simmental und im Nordosten von Alpetli, Wildgrimmi und Grimmi (drei Alpen zuoberst im Diemtigtal) begrenzt wird. Die Scheidegg im Nordwesten und die Grimmifurggi im Osten bilden zwei zu Fuss begehbare Übergänge zwischen dem Simmental und dem Diemtigtal.

## Gipfel
Hauptgipfel ist mit 2476 m die Hinderi Spillgerte. Ca. 900 m in westnordwestlicher Richtung liegt ein weiterer markanter Gipfel, die 2253 m hohe Vorderi Spillgerte.
Die Hinderi Spillgerte kann, für einen Voralpengipfel untypisch, nur über längere Kletterstrecken (III. Grad im teils brüchigen Fels) bestiegen werden. Die Vorderi Spillgerte ist in einer anspruchsvollen Bergwanderung über wegloses Gelände erreichbar.